# Torrenueva Costa
Torrenueva Costa è un comune spagnolo di 3098 abitanti situato nella provincia di Granada. Si costituì in comune autonomo il 2 ottobre 2018 distaccandosi da Motril.